# Emanuel Cheraskin
Emanuel Cheraskin (* 1916  in Philadelphia, Pennsylvania; † 2001) war ein US-amerikanischer Mediziner und Zahnarzt. Er erforschte unter anderem die Wirkung von Ascorbinsäure und Niacin.
Cheraskins Theorien zur Megavitamintherapie für die Behandlung körperlicher Erkrankungen werden von der Mehrheit der medizinischen Fachwelt verworfen.

## Leben
Emanuel Cheraskin wurde in Philadelphia geboren, erhielt seinen Abschluss in Medizin an der Universität von Cincinnati und seinen Abschluss in Zahnmedizin an der Universität von Alabama, wo er mehrere Jahrzehnte als Vorsitzender der Abteilung für Oralmedizin tätig war.
Seine letzten beiden Bücher, Vitamin C: Who Needs It? und Human Health and Homeostasis wurden veröffentlicht, als er über achtzig war.

## Schriften (Auswahl)
- The Physiology of Man. First Edition, 1954. Second edition, 1958. New York, McGraw Hill Book Company. Third Edition, 1965. New York, Reinhold Book Company, Inc.
- Diagnostic Stomatology. 1961. New York, Blakiston Division, McGraw-Hill Book Company, Inc.
- Diet and Disease. 1968. Emmaus, Pennsylvania, Rodale Press, Inc. Paperback, 1977: New Canaan, Connecticut, Keats Publishing, Inc.
- Diet and the Periodontal Patient. 1970. Springfield, Illinois, Charles C. Thomas, Publisher.
- Predictive Medicine: A Study in Strategy. 1973: Mountain View, California, Pacific Press Publishing Association. Paperback, 1977: New Canaan, Connecticut, Keats Publishing, Inc.
- Psychodietetics: Food as the Key to Emotional Health. Stein and Day Publishers, New York. Also in paperback (1976) New York: Bantam Books, Inc.
- The Vitamin C Connection: Getting Well and Staying Well with Vitamin C. New York: Harper and Row, Publishers. ISBN 0-06-038024-1 Paperback: 1984. New York, Bantam Books, Inc.
- Bio-Nutrionics: Lower Your Cholesterol in 30 Days. 1986. New York, Perigee Books.
- The Hidden Nutrition Connection. IN: Hosi, E., Zachrisson, B.U. and Baldauf, A. Orthodontics and Periodontics. 1985. Chicago, Quintessence Publishing Company, Inc., pp. 23-32
- The Vitamin C Controversy: Questions and Answers. 1988. Wichita, Bio-Communications Press.
- Health and Happiness. Biocommunications Press, Wichita, Kansas.
- Bio-Nutrionics: Lower Your Cholesterol in 30 Days (Polish Edition) 1992. Gdansk (Poland), Gedanus Publishing House.
- Vitamin C: Who Needs It? 1993. Birmingham, Arlington Press.
- Human Health and Homeostasis. 1999. Birmingham, Natural Reader Press.

## Belege
1. ↑  Emanuel Cheraskin. Abgerufen am 24. Oktober 2023 (amerikanisches Englisch).

| Personendaten    | Personendaten                            |
| ---------------- | ---------------------------------------- |
| NAME             | Cheraskin, Emanuel                       |
| KURZBESCHREIBUNG | US-amerikanischer Mediziner und Zahnarzt |
| GEBURTSDATUM     | 1916                                     |
| GEBURTSORT       | Philadelphia, Pennsylvania               |
| STERBEDATUM      | 2001                                     |